# Brett Holman
Brett Holman (Sydney, 1984. március 27. –) ausztrál labdarúgó, aki jelenleg az angol Aston Villában játszik középpályásként, valamint tagja hazája nemzeti csapatának is.

## Pályafutása
Szülővárosa két csapatában, a Northern Spiritben és a Parramatta Powerben játszott mielőtt Hollandiába igazolt volna.
2002-ben a Feyenoordhoz szerződött ám egy bajnoki mérkőzésen sem lépett pályára klubjában, ugyanis 2006-ig kölcsönben az Excelsior csapatánál szerepelt. Brett első évében még az első osztályban volt jelen a klub, majd a következő három szezont már a másodosztályban töltötték. Négy itt töltött idénye alatt harminckilenc gól szerzett klubjának.
A 2006–2007-es idényt már az első osztályú N.E.C.-nél kezdte. 2007 áprilisában két gól szerzett az akkor listavezető PSV ellen, mellyel csapata 2:1-re nyerte a mérkőzést. Két itt töltött idény után az AZ Alkmaarhoz igazolt. Brett az Európa-bajnokság alatt írta alá a szerződést. Louis van Gaal edző 3 millió euróért szerezte meg az ausztrál játékost. Új klubjával megnyerte a bajnokságot.

### A válogatottban
2006. február 22-én, a Bahrein elleni mérkőzésen debütált a felnőtt válogatottban. Első válogatott gólját a kínai csapat ellen szerezte 2007. március 24-én egy barátságos mérkőzésen. Brett tagja a 2010-es labdarúgó-világbajnokságra utazó keretnek.

## Sikerei, díjai
AZ Alkmaar
- Eredivisie - Bajnok (2008-2009)

### Fordítás
Ez a szócikk részben vagy egészben  a   Brett Holman című angol Wikipédia-szócikk fordításán alapul.  Az eredeti cikk szerkesztőit annak laptörténete sorolja fel. Ez a jelzés csupán a megfogalmazás eredetét és a szerzői jogokat jelzi, nem szolgál a cikkben szereplő információk forrásmegjelöléseként.